# Дрыглов
Дры́глов (укр. Дриглів) — село на Украине, находится в Чудновском районе Житомирской области.
Код КОАТУУ — 1825882001. Население по переписи 2001 года составляло 398 человек. По переписи 2017 года составляло 292 человека. Почтовый индекс — 13210. Телефонный код — 4139. Занимает площадь 2,621 км².

## Адрес местного совета
13210, Житомирская область, Чудновский р-н, с.Дрыглов, ул.Октябрьская, 9